# Duff McKagan
Michael Andrew McKagan (Seattle, Washington; 5 de febrero de 1964) más conocido como Duff McKagan, es un músico, compositor y productor discográfico estadounidense, es bajista y co-vocalista de la banda de hard rock Guns N' Roses y guitarrista de Loaded. McKagan empezó a tocar la guitarra a los 6 años. En 2011 publicó su autobiografía. En 2014 se reintegró de manera temporal a Guns N' Roses para la gira sudamericana y en 2016 regresó de manera total a la banda después de casi 18 años.

## Biografía
Duff McKagan nació el 5 de febrero de 1964 en la ciudad de Seattle, Washington, Estados Unidos. Duff es el menor de ocho hijos (5 hombres y 3 mujeres) de la pareja "Elmer y Marie Alice McKagan". Desde muy pequeño, sus padres y sus hermanos lo llamaron Duff, a lo que se refirió una vez como una cosa irlandesa. También, su vecino decía que había muchos "Michael" en su edificio y por eso le dicen así.
A la hora de tocar, su preferencia era la guitarra, aunque sabía tocar la batería. A los 19 años, McKagan ya era adicto a la heroína, al igual que su novia y su compañero de habitación en Seattle. Más adelante se mudó a la ciudad de Los Ángeles.

## Carrera musical

### Primeros años (1979-1984)
A la edad de 15 años Duff formó su primera banda punk llamada "The Vains" en 1979, en donde era bajista y segunda voz. Durante su estancia en la banda, publicó su primer sencillo "School Jeks" en 1980. Ese mismo año Duff también formó otra banda de género punk llamada "The Living", en la que era vocalista y guitarrista. Con esta banda avanzó como músico, incluso llegó a abrirle conciertos a una gran variedad de bandas, incluyendo, Hüsker Dü y D.O.A.
A finales de 1980, Duff se unió a la banda punk pop, Fastbacks como baterista. En 1981, salió el primer sencillo de la banda, "It's Your Birthday", el cual se publicó con el sello discográfico del guitarrista de la banda, Kurt Bloch's, No Threes Records, y en la canción "Someone Else's Room, que fue incluida en el álbum recopilatorio, "Seattle Syndrome Volume One", el cual fue lanzado en 1981. En 1982 Duff se convirtió en el baterista de la banda hardcore punk, "The Fartz", con la cual grabó varios demos, de los cuales, varias canciones fueron incluidas en su álbum de 1990, "You, We See You Crawling". Después de varios cambios en su formación, la banda se transformó en "10 Minutes Warning", en donde este pasó a la guitarra. En 1983 se trasladó a Los Ángeles, California con uno de sus hermanos, donde trabajó como mesero en un restaurante llamado Black Angus en Northridge. Duff afirmó haber sido miembro de 31 bandas mientras estaba en Seattle, en las cuales tocó diferentes instrumentos, aunque admite que la mayoría de ellas eran bandas con las que solo tocó una vez.
Duff conoció a los músicos Slash y Steven Adler mediante un anunció el cual decía: "Se busca bajista que le guste el estilo de Aerosmith". Después de ser aceptado y empezar a tocar, formaron su banda "Road Crew", aunque después varias audiciones y no encontrar un vocalista y por la falta de trabajo de Adler la banda se disolvió. No mucho después, Duff conoció a Axl Rose y Izzy Stradlin de la banda Hollywood Rose.

### Guns N' Roses (1985-1998)
Duff McKagan se unió a la banda Guns N' Roses en 1985, tras la salida del bajista Ole Beich, entonces Duff debutaría en el primer show de la banda en Troubadour local en Hollywood, California el 26 de marzo. Poco tiempo después el guitarrista Tracii Guns y el baterista Rob Gardner también dejaron la banda por diferencias con el vocalista Axl Rose. Tracii Guns decidió reformar su banda L.A. Guns. Ese mismo mes, dos compañeros de la antigua banda de Duff, Steven Adler y Slash llegaron en los lugares de baterista y guitarrista respectivamente. Slash, quien había tenido experiencia previa en varias bandas, incluyendo London y Black Shep, ya había audicionado antes para Hollywood Rose y no había sido aceptado.

### Live?!*@ Like a Suicide(1986)
A finales de 1985, la banda lanzó su primer material de estudio, un EP titulado Live ?!*@ Like a Suicide con el sello discográfico de la banda UZI Suicide, el cual contiene las cuatro primeras canciones de la banda. Las cuatro canciones fueron seleccionadas de algunos demos de la banda, dos canciones son canciones versionadas y dos son originales. El EP fue una grabación en vivo con imitación de ruido de un público, pero esta grabación fue en realidad grabada en un estudio. La portada del CD es una fotografía de Duff McKagan con Axl Rose con el antiguo logo de la banda, el cual fue diseñado por el guitarrista Slash.
Reckless Life es la canción que abre el EP, la canción empieza gritando: "Hey fuckers! Sucks on Guns N' fuckin' Roses". Esta canción fue originalmente escrita por Axl con Hollywood Rose, la que incluía a todos los miembros de la banda, solo que no siempre tocaba Duff con ellos. La canción fue incluida en el álbum recopilatorio "The Roots of Guns N' Roses. La segunda canción del EP, "Nice Boys", es una versión de la banda Rose Tatto. La tercera canción es "Move to the City", que contiene una fuerte sección de vientos. La cuarta canción, "Mama Kin", es una versión de la banda Aerosmith, una banda que Guns N' Roses ha citado como una de sus mayores influencias.

### Álbum debut:Appetite for Destruction(1987)
El 16 de marzo de 1987, la banda hizo una sorprendente presentación en el Whisky A Go-Go de Los Ángeles en donde tocaron los temas de Live?!*@ Like a Suicide. Después realizaron una serie de conciertos los días: 19, 22 y 29 de junio en el Marquee Club de Londres. Esta fue la primera vez que la banda visitaba Europa. El 21 de julio de 1987, la banda lanzó su álbum debut, el cual fue publicado con el sello discográfico de Geffen Records y producido por Mike Clink. El álbum produjo cinco sencillos: "It's So Easy", "Welcome to the Jungle", "Sweet Child O' Mine", "Paradise City" y "Nightrain", de los cuales, tres de ellos lograron entrar en el top 10 y el álbum alcanzó el puesto número 1 en el Billboard 200.
El nombre del álbum salió de una postal que la banda descubrió en una tienda. La portada original del mismo, en la que aparecía una joven sentaba contra un muro, en evidente apariencia de haber sido recientemente violada junto a un robot con gabardina y un ser con puñales por dientes sobrevolando la escena, esta portada fue censurada a las dos semanas de que el disco se pusiera a la venta, siendo sustituida por la famosa cruz latina en la que aparecían las calaveras de los integrantes de la agrupación. No obstante, la portada original se incluyó en el interior de la carpeta del disco, junto con las letras de las canciones y en las páginas centrales del libro de la versión en CD.

### Primer proyecto en solitario
En 1993, Duff realizó su primer álbum en solitario, Believe In Me, con el que inició una gira. Duff también ha realizado un álbum con su otra banda, Neurotic Outsiders, también formada por Steve Jones de los Sex Pistols, Matt Sorum compañero en Guns N' Roses, y John Taylor de Duran Duran.
Además de cantar domina el bajo, la guitarra, la batería y el piano.
Duff tocaba siempre el bajo con púa y con un sonido metálico característico, que le daba a la banda un sonido único con aquel instrumento.
El 1 de abril de 1994, conversó con Kurt Cobain, cuando ambos coincidieron en el avión de regreso de Los Ángeles hacia Seattle, días antes de que el líder de Nirvana se quitara la vida. En posteriores entrevistas Duff afirmaría que sintió que el vocalista parecía estar extraño y solitario.

### Velvet Revolver (2002 - 2012)
En el 2002 McKagan se reunió con dos de sus excompañeros de Guns N' Roses, Slash y Matt Sorum, para un concierto benéfico. Entonces se les ocurrió formar una banda, para eso reclutaron al guitarrista Dave Kushner y realizaron audiciones para encontrar un cantante. Finalmente eligieron a Scott Weiland (ex Stone Temple Pilots) como el vocalista de la banda que pasó a llamarse Velvet Revolver.
Con Velvet Revolver editaron dos discos Contraband que vio la luz en el 2004 y Libertad que salió a la venta en el año 2007.

### Loaded
A finales de 2007, McKagan rescata el proyecto Duff McKagan's Loaded, un grupo formado en 1999 por Mike Squires a la guitarra, Jeff Rouse al bajo, Geoff Reading a la batería y el propio Duff como cantante y guitarra. En abril de 2009 editan su cuarto trabajo, Sick, y emprenden una gira mundial.
En septiembre de 2009, Duff participó en la grabación de Slash, el primer álbum en solitario de su amigo Slash. Duff aparece en la canción "Watch This" junto a Dave Grohl (Foo Fighters, ex-Nirvana).
En septiembre del 2011 participó en un concierto tributo a Nevermind álbum de Nirvana por su 20 aniversario, tocando y cantando el tema Lithium, el dinero recaudado fue para ayudar a una niña con su enfermedad.
El 12 de noviembre se presentó en el Festival Maquinaria junto a su banda Duff McKagan's Loaded, con el cual tocaron el éxito de su exbanda Guns N' Roses "It's so easy".

### Walking Pappers
En el año 2012 junto a Jeff Angell (The missionary Position), Benjamin Anderson y Barrett Martin (Screamig trees) formó Walking Papers.

### Vuelta a Guns N' Roses (2014)
Después de unirse colaborando en unas canciones en el 2010 con Guns N' Roses en un recital en Londres, Duff McKagan Tocó en cinco conciertos de la gira sudamericana de 2014, Duff Estuvo el 6 de abril en Buenos Aires, el 9 de abril en Asunción, el 12 en La Paz, el 15 en Recife y el 17 en Fortaleza, y tocó en los Revolver Golden Gods Awards donde le dieron a Axl Rose el premio "Ronnie James Dio Lifetime Achievement". El 31 de mayo Duff vuelve a tocar con Guns N' Roses en la residencia de Las Vegas como invitado especial

### Vuelta Definitiva a Guns N' Roses (2016)
Después de la salida de DJ Ashba, los medios empezaron a especular sobre una posible reunión de miembros antiguos de la banda, ya que Duff McKagan fue de gira con la banda en Latinoamérica y unos shows en distintas ciudades de Estados Unidos. Estos rumores se hicieron más fuerte cuando se publicó una entrevista al antiguo guitarrista de la banda, Slash, en la cual confesó que había limado asperezas con Axl Rose después de más de 20 años de distanciamiento.
En diciembre de 2015 comenzaron a circular fuertemente rumores de que la banda estaba realizando negociaciones para que Slash y McKagan vuelvan de forma oficial a la agrupación. En los últimos días de diciembre se sumó el detalle de que la página oficial de la banda volvió a ostentar el escudo original en su home.
Los medios confirmaron entonces que el regreso de Slash y Duff a los escenarios con Guns 'n' Roses se daría en el festival de música y arte Coachella, a realizarse el 16 y 23 de abril de 2016 en California, Estados Unidos, luego de 23 años sin tocar juntos en vivo.[30] [31] Durante el mes de enero, tanto en la página de Facebook oficial de Guns 'n' Roses como en las redes sociales de Slash y McKagan se publicaron los anuncios de las presentaciones en Coachella, dando a entender que su regreso a la banda era oficial, terminando de confirmar esto con un video que anuncia una nueva presentación en el recién estrenado T-Mobile Arena de Las Vegas para el mes de abril, los días 8 y 9, una semana antes del Coachella, donde puede verse a los tres músicos en vivo. [32]

### Equipo
El bajo que más utiliza Duff Mckagan es un Fender Jazz Bass Specia blanco-perla. Es el que ha utilizado para todas sus grabaciones. De hecho, su bajo fue lanzado por Fender como una edición especial del artista en octubre de 2007.
A McKagan también se ha convertido en un nuevo fan del Fender Aerodyne y de los bajos Duesenberg.
También es conocido el bajo Kramer que utilizó en el videoclip de Sweet Child O' Mine y un bajo Les Paul Standard. También usa una Gibson J200 cuando toca la guitarra acústica en canciones como Patience.
McKagan ha utilizado amplificadores Gallien-Krueger durante toda su carrera, el primero que utilizó fue el modelo GK400RB. Ya con Guns N’ Roses utilizó cuatro amplificadores Gallien-Krueger 800RB. Actualmente usa un amplificador Gallien- Krueger 2001RB. La señal pasa luego a cuatro GK 4x10RBH que le dan dieciséis altavoces y que hacen el sonido salga con una potencia de 2000 vatios.
El casi siempre utiliza el chorus; para ello utiliza una pedalera Yamaha SPX-90 o un pedal Boss. Otro efecto que ha utilizado ha sido la distorsión del pedal Z-vex Wooley Mammoth.
En el concierto ofrecido en Bilbao en mayo del 2017 y en el de Madrid el 4 de junio de 2017, lució el símbolo de Prince sobre su bajo, en homenaje al músico fallecido, que reconoció fue una gran influencia para la banda.

## Discografía

### Con Guns N' Roses
- Live ?!*@ Like a Suicide (1986)
- Appetite for Destruction (1987)
- Live from the Jungle (1987)
- G N' R Lies (1988)
- Use Your Illusion I (1991)
- Use Your Illusion II (1991)
- The "Civil War" (1993)
- The Spaghetti Incident? (1993)
- Use Your Illusion (1998)
- Live Era: '87-'93 (1999)
- Greatest Hits (2004)

### Álbumes Solistas
- Believe in Me (1993)
- Beautiful Disease (1999)
- "How To Be a Man" [EP] (2015)
- "Tenderness" (2019)

### Con Neurotic Outsiders
- Neurotic Outsiders (1996)

### Con 10 Minutes Warning
- 10 Minutes Warning (1998)

### Duff McKagan's Loaded
- Live Episode (1999)
- Dark Days (2001)
- Wasted Heart (2008)
- Sick (2009)
- The Taking (2011)

### Con Velvet Revolver
- Contraband (2004)
- Libertad (2007)

### Con Walking Pappers
- Walking Pappers (2013)
- Walking Pappers II (2018)

## Colaboraciones
- Iggy Pop- Brick By Brick (1990)
- Peace Choir- Give Peace A Chance
- Fastbacks- The Question Is No
- Corey Hart- Attitude & Virtue
- Gilby Clarke- Pawnshop Guitars
- Slash's Snakepit-It's 5 O' Clock Somewhere
- The Outpatience-Anxious Disease (Japan)
- Teddy Andreadis-Innocent Loser
- Izzy Stradlin-117.º
- Izzy Stradlin-Ain't It A Bitch
- Izzy Stradlin-Ride On
- The Presidents Of The United States Of America -Freaked Out And Small
- The Racketeers-Mad For The Racket
- Mark Lanegan-Field Songs
- Izzy Stradlin- River
- Izzy Stradlin- Underground (Promo)
- Zilch-Sky Jin
- Zilch-Charlie's Children (Sencillo en CD)
- Izzy Stradlin-On Down The Road (Japan)
- Burden Brothers-Queen O' Spades
- Alien Crime Syndicate- Break The Record
- Hulk-Soundtrack
- Mark Lanegan-Bubblegum
- Slash-Slash (2010)
- Manic Street Preachers- A Billion Balconies facing the sun/ Album - Postcards from a young man (2010)